# Raymond Wilson Chambers
Raymond Wilson Chambers (* 12. November 1874 in Staxton, North Yorkshire; † 23. April 1942 in Swansea) war ein britischer Schriftsteller, Literaturwissenschaftler, Universitätsprofessor und Bibliothekar, der sich unter anderem mit mittelalterlichen Texten wie Beowulf oder Widsith sowie insbesondere mit dem Leben des Thomas More beschäftigte.

## Leben
Chambers wurde in Yorkshire geboren und besuchte zunächst die Grocers’ Company’s School, ehe er sich im Alter von 17 Jahren an das University College London begab, wo er in Literaturwissenschaft und klassizistischer Poesie unterrichtet wurde. Er beendete sein Studium 1894 mit einem Bachelorabschluss. Anschließend nahm er für fünf Jahre eine Tätigkeit als Bibliothekar an, ehe er 1899 nach London an das College zurückkehrte. 1902 machte er dort auch seinen Masterabschluss und wurde 1904 Assistenzprofessor. Er übernahm zudem auch dort eine Anstellung in der Bibliothek des Colleges.
Zwischen 1900 und 1922 veröffentlichte er eine Reihe von Werken, die ihn zu einem wichtigen Experten auf dem Gebiet der altenglischen Literatur machten. Dazu gehörten Widsith: A Study in Old English Heroic Legend, welche 1912 erschien oder Beowulf: An Introduction, die er 1921 publizierte. Ab 1926 beschäftigte er sich zudem mit William Shakespeare und Thomas More. 1935 veröffentlichte er eine Studie, die den Titel Thomas More trug. Für diese wurde er im selben Jahr mit dem James Tait Black Memorial Prize ausgezeichnet. Dieser Preis wird jährlich durch die University of Edinburgh vergeben und gehört zu den wichtigsten Literaturpreisen des Vereinigten Königreichs. Die wissenschaftliche Arbeit an Shakespeare und More war eine Erweiterung seiner Forschungsschwerpunkte, da er sich vorher nur mit altenglischer Literatur beschäftigt hatte. 1939 veröffentlichte er ein Sammelwerk von Essays, die auch Werke von Alfred Edward Housman enthielten.
1927 wurde er Mitglied (Fellow) der British Academy. Chambers war zudem seit 1933 Präsident der „Philological Society“ und von 1938 bis 1942 Ehrendirektor der „Early English Text Society“. 1937 wurde er zum korrespondierenden Mitglied der Bayerischen Akademie der Wissenschaften gewählt.

## Freundschaft mit Tolkien
Chambers verband seit den frühen 1920er Jahren eine Freundschaft mit dem Philologen und Sprachwissenschaftler J. R. R. Tolkien. Tolkien hatte 1922 den Auftrag erhalten den Jahresbericht Philology: General Works für das Magazin The year’s work in English studies zu verfassen. Hierfür stellte ihm Chambers einen Sonderdruck seiner Vorlesung Concerning certain great teachers of the English language, die er zum Antritt seiner Anstellung als Quainprofessor (Universitätstitel am University College benannt nach Richard Quain) der gehalten hatte, zur Verfügung. Der Bericht erschien in der Ausgabe IV Nr. 1 des Jahres 1924. Beide korrespondierten in den Folgejahren regelmäßig, wovon die erhaltenen Briefe im Nachlass Tolkiens zeugen. So erhielt Chambers beispielsweise ein noch unvollendetes Manuskript zu einem Gedicht über die Artussage mit dem Titel The Fall of Arthur zur Begutachtung. Wie aus einem Antwortbrief vom 9. Dezember 1934 hervorgeht, war Chambers davon derart begeistert, dass er ihm schrieb, Tolkien solle dieses Werk auf jeden Fall vollenden.
Wie tief ihre Freundschaft war zeigt ein 1933 für Chambers zu Weihnachten von Tolkien angefertigtes, aufwändig verziertes humoristisches Gedicht mit dem Titel DOWORST, das ein festes Cover als Einband hatte und in eine speziell angefertigte Schachtel verpackt war. Es hat einen Bezug zu den in Piers Plowman dargestellten drei Regeln. um zu Gott zu gelangen. (“Do well, do better, do best”)
Vermutlich erhielt Chambers auch eines der ersten Exemplare des Buches Der Hobbit, da er neben anderen auf einer Liste Tolkiens verzeichnet war, auf der er Freunde, Verwandte und Bekannte vermerkt hatte, denen er eines der 1937 fertiggestellten Bücher zukommen lassen wollte.

## Schriften (Auswahl)
- The Authorship of “Piers Plowman.” University Press, Cambridge 1910, OCLC 774486238 (From the Modern Language Review, etc.).
- Beowulf. An introduction to the study of the poem, with a discussion of the stories of Offa and Finn. University Press, Cambridge 1921, OCLC 811584387 (With a bibliography.).
- Widsith. A study in old English heroic legend. Russell & Russell, New York 1965, OCLC 350835.

Zu Thomas More
- Thomas More, William Rastell, W. E Campbell, A. W Reed, Raymond Wilson Chambers, Walter Alfred George Doyle-Davidson: The English works of Sir Thomas More … 2 Bände. Eyre and Spottiswoode, Lincoln Mac Veagh, London / New York 1931, OCLC 2641853.
- On the continuity of English prose from Alfred to More and his school. H. Milford, Oxford University Press, London 1932, OCLC 2668389.
- Thomas More. Jonathan Cape, London / Toronto 1935, OCLC 249446914.
  - Thomas More: ein Staatsmann Heinrichs des Achten. J. Kösel, München / Kempten 1946, OCLC 643554605 (berechtigte Übertragung der 1935 bei Jonathan Cape, London, erschienenen Originalausgabe durch Wolfgang Rüttenauer).
- The place of St Thomas More in English literature and history. Being a revision of a lecture delivered to the Thomas More Society. Haskell House, New York 1964, OCLC 230149130.